# Siège d'El Arish
Campagne d'Égypte
Batailles
Guerre de la Deuxième Coalition
- St George's Caye (navale) (09-1798)
- Nicopolis (10-1798)
- Corfou (11-1798)
- Copenhague (navale) (04-1801)
- Algésiras (navale) (06-1801)

Campagne de Hollande
- Callantsoog (08-1799)
- Vlieter (08-1799)
- Zyp (09-1799)
- Bergen (09-1799)
- Alkmaar (10-1799)
- Castricum (10-1799)

Campagne de Suisse
- Ostrach (03-1799)
- Feldkirch (03-1799)
- 1re Stockach (03-1799)
- Frauenfeld (05-1799) (en)
- Winterthour (05-1799)
- 1re Zurich (06-1799)
- Schwytz (08-1799)
- Amsteg (08-1799) (en)
- Saint-Gothard (09-1799)
- 2e Zurich (09-1799)
- Linth (09-1799) (en)
- Muten (10-1799) (ru)
- Engen (05-1800)
- 2e Stockach (05-1800)
- Moesskirch (05-1800)
- Biberach (05-1800)
- Erbach (05-1800)
- Höchstädt (06-1800)
- Ampfing (12-1800)
- Hohenlinden (12-1800)

Campagne d'Égypte
- Malte 1 (06-1798)
- Malte 2 (06-1798)
- Alexandrie (07-1798)
- Chebreiss (07-1798)
- Pyramides (07-1798)
- 1re Aboukir (08-1798)
- Salheyeh (08-1798)
- Malte 3 (09-1798)
- Sédiman (10-1798)
- Caire (10-1798)
- Samanouth (01-1799)
- El Arish (02-1799)
- Syène (02-1799)
- Jaffa (03-1799)
- Saint-Jean-d'Acre (03-1799)
- Mont-Thabor (04-1799)
- 2e Aboukir (07-1799)
- Damiette (11-1799)
- Héliopolis (03-1800)
- 3e Aboukir (03-1801)
- Mandora (03-1801)
- Canope (03-1801)
- Fort Jullien (04-1801)
- Le Caire (06-1801) (en)
- Alexandrie (08-1801)

2e Campagne d'Italie
- Vérone (03-1799)
- Magnano (04-1799)
- Cassano (04-1799)
- Mantoue (04-1799)
- Bassignana (05-1799)
- 1re Marengo (05-1799) (en)
- Modène (06-1799) (en)
- Trebbia (06-1799)
- 2e Marengo (06-1799) (en)
- Novi 1 (08-1799)
- Rome (09-1799)
- Mannheim (09-1799) (en)
- Novi 2 (10-1799) (en)
- Genola (11-1799)
- Gênes (04-1800)
- Sassello (04-1800) (en)
- Fort Bard (05-1800)
- Verceil (05-1800)
- Turbigo (05-1800)
- Montebello (06-1800)
- 3e Marengo (06-1800)
- Pozzolo (12-1800)

Le siège d'El Arish eut lieu du 8 février au 19 février[réf. nécessaire] 1799 pendant la campagne d'Égypte. L'armée de Bonaparte y défait les forces ottomanes d'Abdullah Pacha et la ville tombe après 11 jours de siège.

## Situation
Le 2 janvier 1799, Djezzar Pacha envoie 4 000 soldats et 3 canons, sous le commandement d'Abdullah Pacha, pacha de Damas, pour renforcer le Kaalat (lieu fortifié) El-Arich. En arrivant, le groupe prend position dans le fort et dans le village. Pendant ce temps, l'armée de Reynier termine les travaux de fortification du fort de Katieh.
Début février, la division Reynier atteint Masoodiah, où elle capture un courrier mamelouk qui leur apprend qu'El-Arich est maintenant sous contrôle ottoman. Reynier envoie un message à Bonaparte appelant immédiatement des renforts et prend position sur une colline près d'El-Arish. En réponse, l'armée ottomane emménage à proximité dans une palmeraie où elle reçoit 12 canons. La cavalerie commence à harceler les Français. Après une demi-heure de tirs d'artillerie, Reynier envoie la 85e demi-brigade de deuxième formation pour prendre le village El-Arich, dont les défenseurs se réfugient dans le fort, tandis que la cavalerie se retire sous le couvert d'un défilé, sur la route de Gaza. Vers 11 heures, le gros des forces ottomanes a pris position sur le côté droit du défilé.

## Le siège
Le 12 février, la division Kléber rejoint El-Arich et commence le blocus du fort, tandis que la division Reynier prend position dans la palmeraie. Le 14 février, les forces de Reynier assaillent et prennent le camp ottoman, tuant 500 hommes et faisant 900 prisonniers. Dans l'action, 3 Français sont tués et 20 sont blessés.
Après avoir dégagé la place, Reynier établit un camp à partir duquel il bloqua lui aussi le fort, à l'intérieur duquel, se trouvaient encore 1 000 hommes commandés par Ibrahim Nizam. Pendant ce temps, des renforts français arrivent à Kalaat el-Arich.
Le 17, le général Louis Caffarelli commence les travaux de génie. Le lendemain commencent des tirs d'artillerie sur la fortification. Le 20, les Français partent à l'assaut et prennent le fort. Les Turcs ont perdu 400 hommes, près de 300 rejoignent les rangs de l'armée française, le reste est transféré à Bagdad.

## Sources
- (en) Cet article est partiellement ou en totalité issu de l’article de Wikipédia en anglais intitulé « Siege of El Arish » (voir la liste des auteurs) dans sa version du 12 juin 2008.